# ارزش بازار

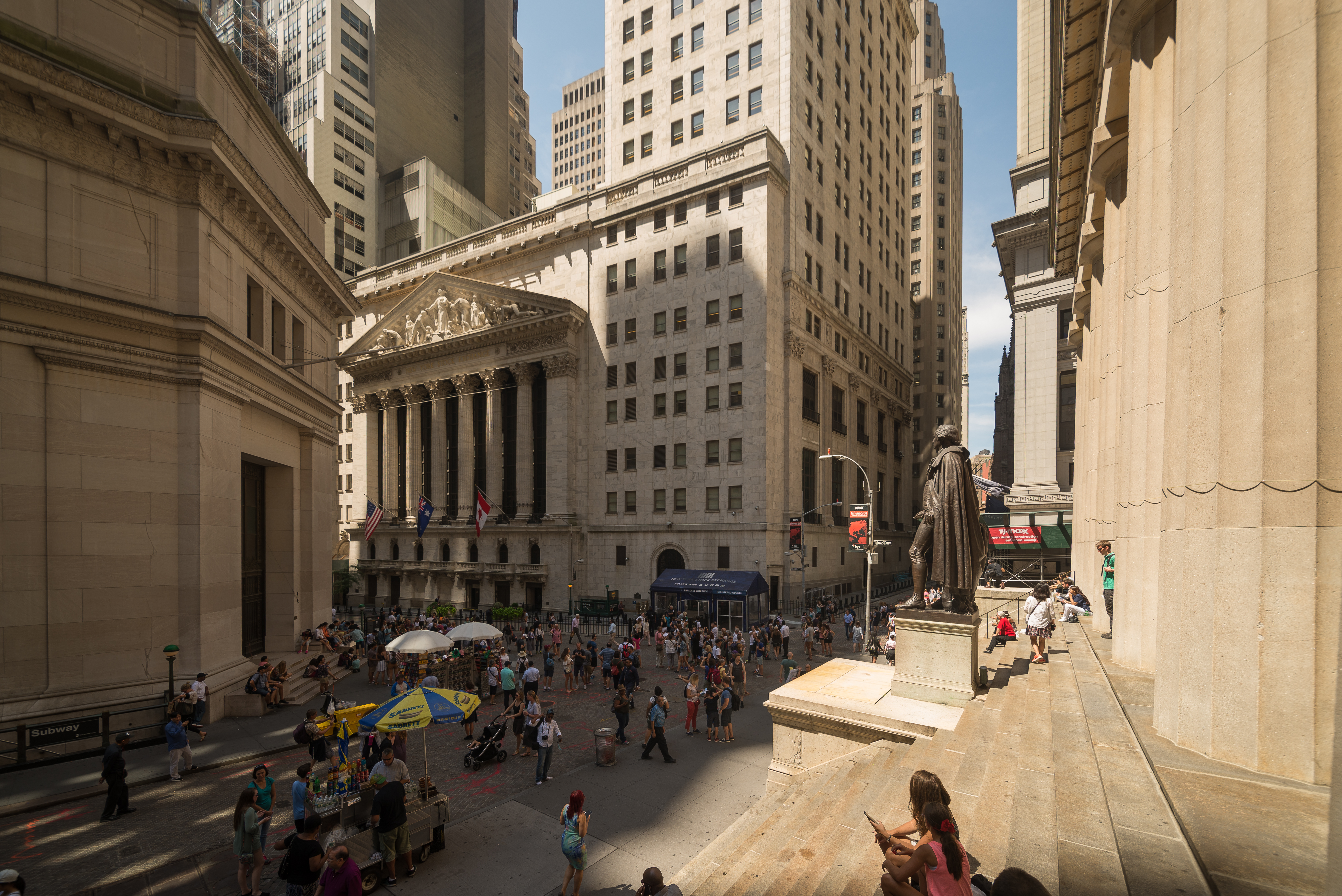
بورس اوراق بهادار نیویورک در وال استریت، بزرگترین بورس اوراق بهادار جهان از نظر کل ارزش بازار شرکت‌های فهرست شده در آن، از سال ۲۰۱۰

ارزش بازار (به انگلیسی: Market capitalization) (به صورت خلاصه: Market cap یا Mkt Cap) به مجموع ارزش روز و متعارف سهام یک شرکت سهامی عام گفته می‌شود. این ارزش معادل ارزش روز و جاری یک سهام ضرب در تعداد سهم‌های منتشر توسط یک شرکت است.

## ارزش بازار ارزهای دیجیتال
ارزش بازار که اغلب به عنوان Market Cap شناخته می‌شود، ارزش بازار فعلی یک ارز دیجیتال را نشان می‌دهد. این شاخص با ضرب سرمایه در گردش یک ارز دیجیتال در قیمت هر واحد آن محاسبه می‌شود.